# DotB
DotB là một công ty công nghệ Việt Nam cung cấp giải pháp quản lý và chuyển đổi số cho ngành giáo dục. Thành lập từ năm 2018, công ty có trụ sở đặt tại Thành phố Hồ Chí Minh. Năm 2023, DotB là một trong ba thành viên sáng lập của Liên minh giáo dục sáng tạo Việt Nam, là một chuỗi các dự án khởi nghiệp ứng dụng công nghệ lĩnh vực giáo dục được thành lập bởi Vườn ươm doanh nghiệp Công nghệ cao Thành phố Hồ Chí Minh.
DotB phát triển hệ sinh thái các sản phẩm công nghệ giúp tối ưu hóa quy trình quản lý trong lĩnh vực giáo dục. Năm 2023, DotB sử dụng điện toán đám mây CMC Cloud trong hệ thống của mình. Phần mềm DotB có thể quản lý các hoạt động dạy và học, cập nhật thông tin học sinh và kết nối với giáo viên. Tính đến năm 2023, DotB đã triển khai thành công cho hơn 100 trung tâm đào tạo tại Việt Nam.

## Dịch vụ
DotB cung cấp ba giải pháp công nghệ chính, hỗ trợ các tổ chức giáo dục quản lý từ học vụ đến tương tác với học viên, phụ huynh và học sinh:
- DotB EMS (Education Management System): kết hợp chức năng CRM (Customer Relationship Management) và SIS (Student Information System). Nền tảng này giúp các tổ chức giáo dục tối ưu hóa quy trình tuyển sinh, quản lý thông tin học viên từ khi bắt đầu đến khi tốt nghiệp.[3][6]
- DotB SEA (Student Engagement Application): sổ liên lạc điện tử kết nối nhà trường với phụ huynh và học sinh. Ứng dụng này cung cấp nhiều tính năng quản lý như cập nhật điểm số, báo cáo tiến độ học tập, đánh giá kết quả, trao đổi thông tin trực tuyến,...[3][7]
- DotB METRIKAL (Work Management App): ứng dụng quản lý công việc, tích hợp các công cụ báo cáo và theo dõi tiến độ công việc, giúp tối ưu hóa thời gian và đảm bảo các hoạt động nội bộ được vận hành một cách hiệu quả. DotB METRIKAL cũng hỗ trợ lập kế hoạch và phân bổ nguồn lực cho doanh nghiệp.[3][8]